# Philorhizus mateui
Philorhizus mateui es una especie de escarabajo de la familia Carabidae.

## Distribución geográfica
Es endémica de Gran Canaria, islas Canarias (España).